# Christine Schneider
Christine Schneider (ur. 5 czerwca 1972 w Landau in der Pfalz) – niemiecka polityk i samorządowiec, długoletnia posłanka do landtagu Nadrenii-Palatynatu, posłanka do Parlamentu Europejskiego IX i X kadencji.

## Życiorys
W 1992 zdała egzamin maturalny, następnie kształciła się w zawodzie stolarza, zdając w 1994 egzamin czeladniczy z technologii drewna w Berufsakademie Mosbach.
W 1991 wstąpiła do Unii Chrześcijańsko-Demokratycznej (CDU). W 1994 uzyskała mandat radnej miejskiej w Edenkoben, a w 1999 została radną powiatu Südliche Weinstraße. W 1996 po raz pierwszy zasiadła w landtagu Nadrenii-Palatynatu. Z powodzeniem ubiegała się o reelekcję w wyborach w 2001, 2006, 2011 i 2016. W parlamencie objęła m.in. funkcję wiceprzewodniczącej frakcji deputowanych swojej partii.
W listopadzie 2018 została w swoim kraju związkowym głównym kandydatem CDU do Parlamentu Europejskiego w wyborach zaplanowanych na maj 2019. W wyniku tego głosowania uzyskała mandat eurodeputowanej IX kadencji. Z powodzeniem ubiegała się o poselską reelekcję w 2024.